# Yunzi

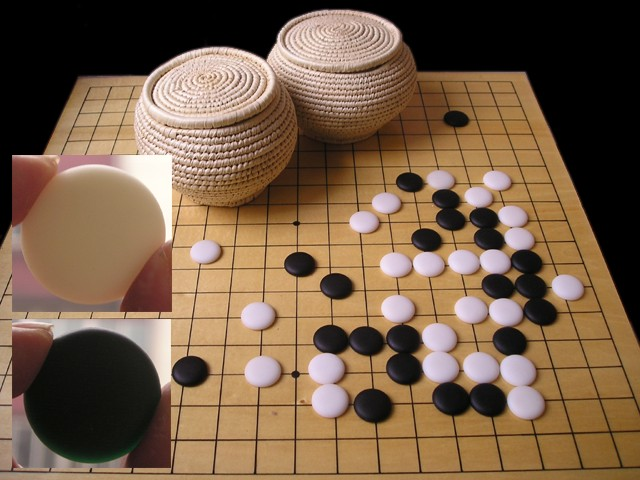
Pierres yunzi

Yunzi (chinois simplifié : 云子 ; chinois traditionnel : 雲子 ; pinyin : yúnzǐ) est le nom d'une pierre (terme d'origine japonaise, utilisé aujourd'hui en français pour les pions du jeu) de go fabriquée dans la province chinoise du Yunnan ; elles ont aussi été appelés yunbian (云扁 / 雲扁) ou yunyaozi (云窑子 / 雲窯子, yúnyáozǐ).
Les pierres yunzi se distinguent souvent par leur matériau de fabrication et leur forme plan-convexe moins épaisse que les pierres traditionnelles. Aujourd'hui, on trouve également des pierres yunzi biconvexes.

## Histoire
La fabrication des pierres yunzi remonte à la dynastie Tang (618 — 907) et a prospéré sous les aires Ming (1368 — 1644) et Qing (1644 — 1911).
Les yunzi les plus célèbres, sont celle de la dynastie Ming, provenant de la préfecture de Yongchang (永昌府, yǒngchāng fǔ, aujourd'hui, Baoshan).